# Johann Justin Preissler
Pour les articles homonymes, voir Preissler et Preisler.
 (juillet 2021).
Si vous disposez d'ouvrages ou d'articles de référence ou si vous connaissez des sites web de qualité traitant du thème abordé ici, merci de compléter l'article en donnant les références utiles à sa vérifiabilité et en les liant à la section « Notes et références ».
Johann Justin Preissler, ou Preisler (Nuremberg, 1698 - 1771) est un peintre, graveur et dessinateur allemand.

## Biographie
Johann Justin Preisler naît à Nuremberg. Il est le fils du peintre Johann Daniel Preisler, et frère des peintres et graveurs Georg Martin Preisler, Johan Martin Preisler, Valentin Daniel Preisler et Barbara Helena Preisler.
Il suit les cours de son père et de ses frères Georg Martin et Johan Martin. Comme son père avant lui, il fait dans sa jeunesse  le Grand Tour et voyage beaucoup en Italie (Venise, Florence, Rome, Naples). Il y fréquente notamment Edmé Bouchardon. À son retour, il épouse la peintre sur verre Susanne Maria Dorsch (1738). En 1742, il succède à son père comme directeur de l'Académie des beaux-arts de Nuremberg. En 1752, il devient directeur de l'Académie de dessin de la ville, laquelle avait été en son temps fondée par son père.
Ses copies des plafonds de Rubens et van Dyck dans l'église Saint-Charles-Borromée d'Anvers sont publiées par son frère Georg Martin en 1735. La foudre ayant détruit en 1778 le toit de l'église et les peintures de ces deux maîtres du baroque flamand, seules ces gravures de grande qualité nous permettent d'avoir une idée des originaux.
On citera également ses gravures représentant les antiquités de la collection du Baron de Stosch (Philippo L Baroni de Stosch antiqvitatis amatori bonarvmqve artivm cvltori statvas hasce antiqvas ab Edmvndo Bovchardon gallo scvlptore egregio Romae delieatas Io. Ivstinvs Preisler noricvs pictor a se in aes incisa favtori svo optime merito, 1732).
Johann Justin Preisler a peint notamment l'Ascension du Christ pour l'hôpital du Saint-Esprit de Nuremberg et une peinture pour l'autel de Hersbruck.

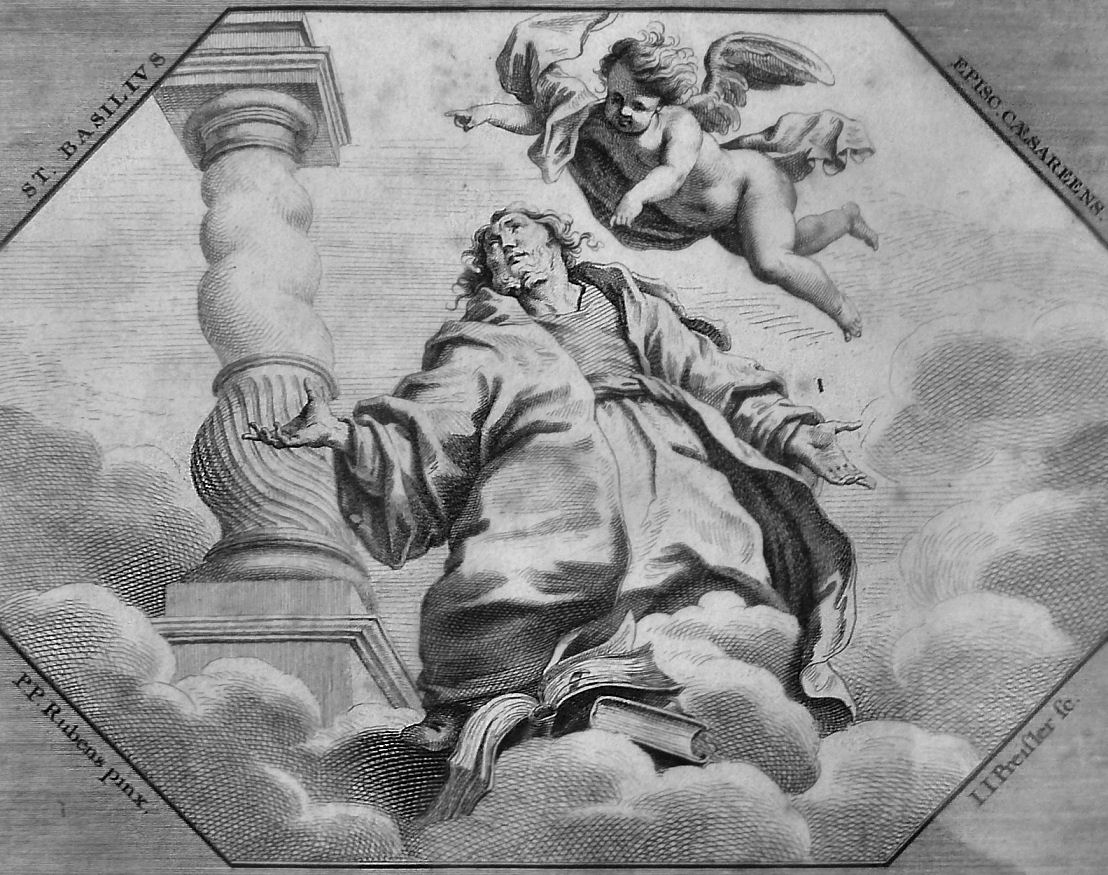
Saint Basile, d'après Pierre Paul Rubens.
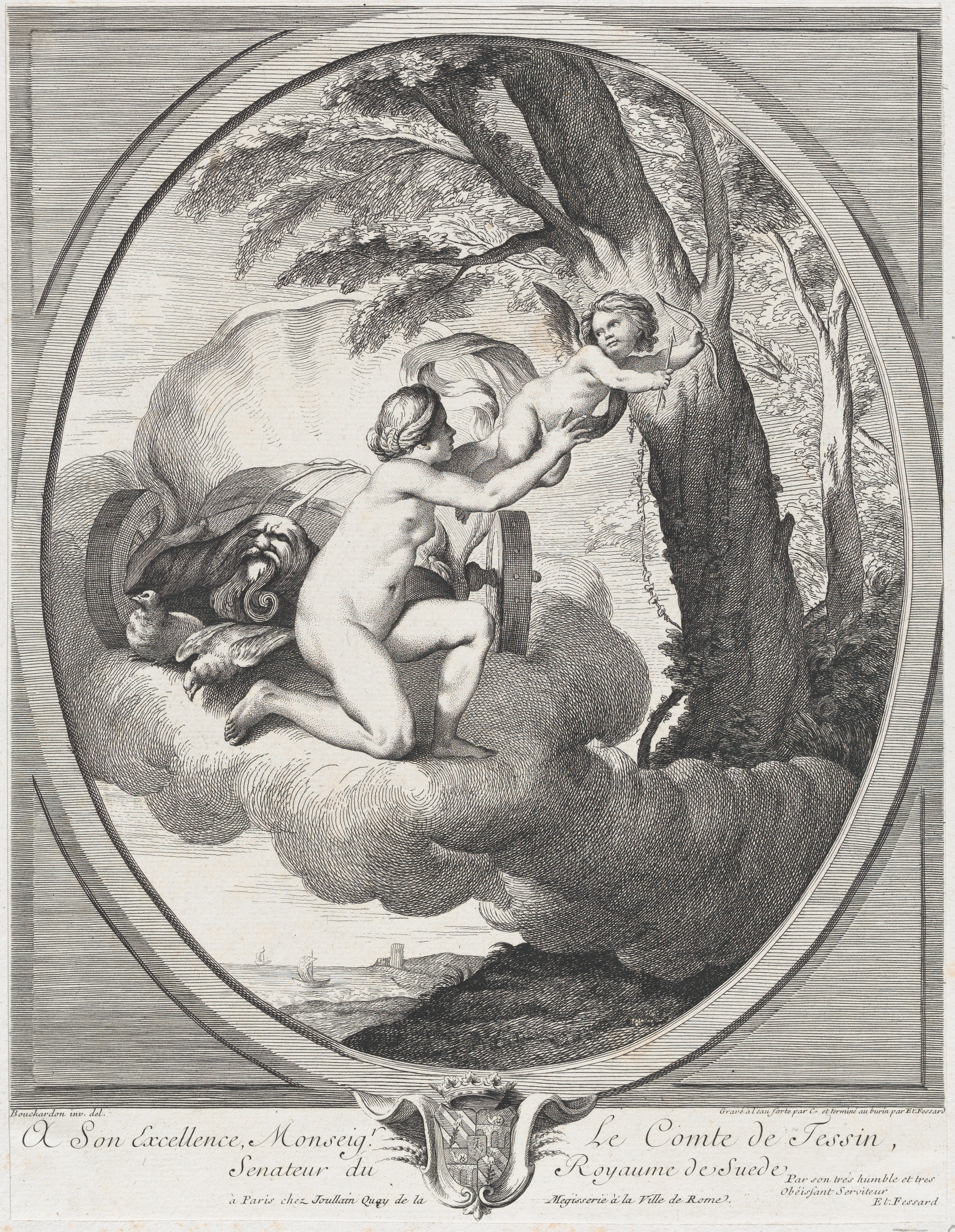
Vénus et Cupidon, d'après Edmé Bouchardon (c. 1730–1767, Metropolitan Museum of Art).
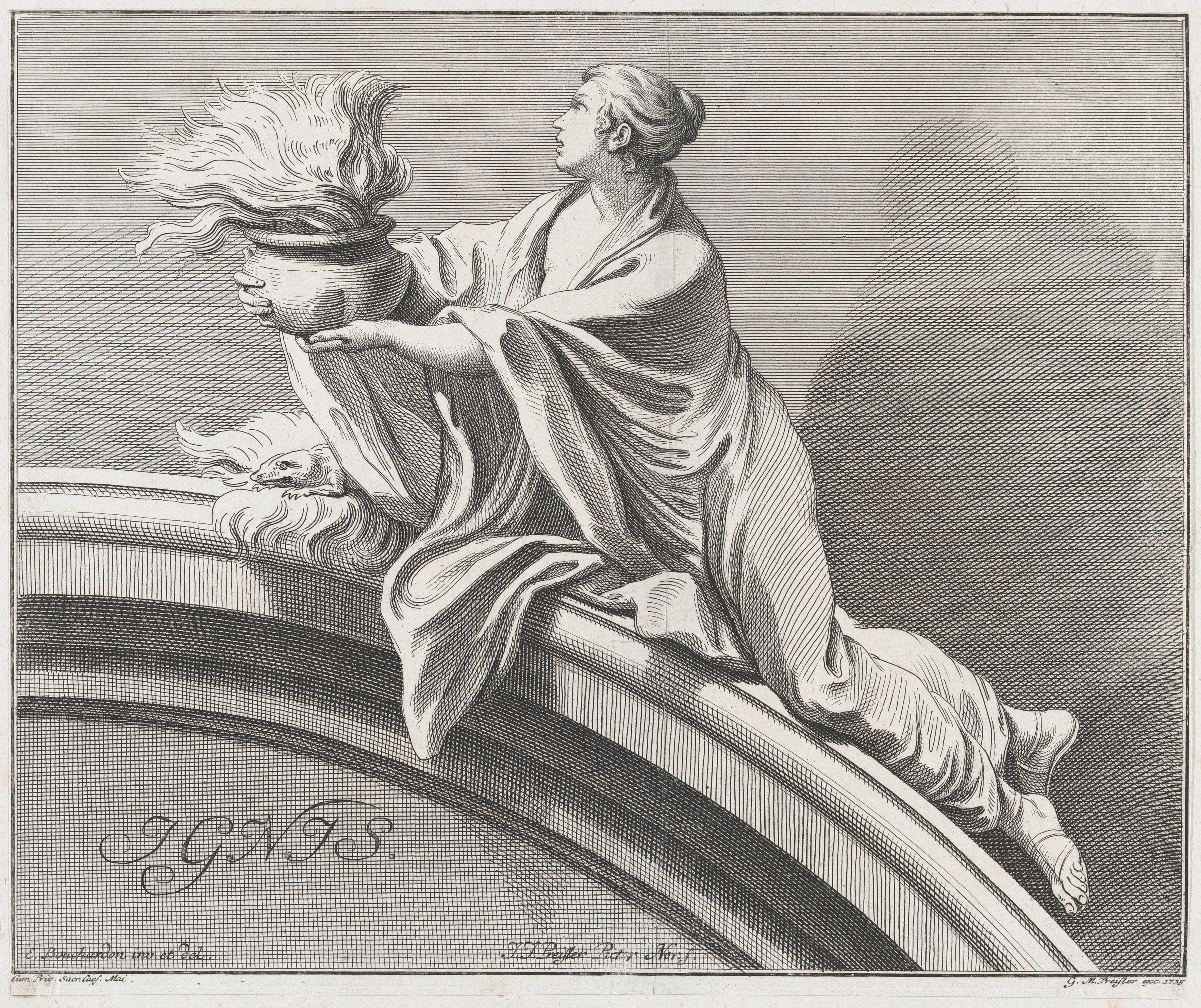
Feu, d'après Edmé Bouchardon (1735, Metropolitan Museum of Art).